# Špela Pretnar
Špela Pretnar (ur. 5 marca 1973 w Bledzie) – słoweńska narciarka alpejska, dwukrotna medalistka mistrzostw świata juniorów.

## Kariera
Po raz pierwszy na arenie międzynarodowej pojawiła się w 1991 roku, startując na mistrzostwach świata juniorów w Geilo. Zajęła tam dziewiąte miejsce w zjeździe i szesnaste miejsce w slalomie. Podczas rozgrywanych rok później mistrzostw świata juniorów w Mariborze zdobyła srebrny medal w gigancie i brązowy w kombinacji.
W zawodach Pucharu Świata zadebiutowała 27 stycznia 1992 roku w Morzine, gdzie zajęła 17. miejsce w gigancie. Tym samym zdobyła pierwsze pucharowe punkty. Na podium zawodów tego cyklu pierwszy raz stanęła 10 stycznia 1995 roku we Flachau, kończąc rywalizację w supergigancie na trzeciej pozycji. W zawodach tych wyprzedziły ją jedynie Austriaczka Renate Götschl i Niemka Katja Seizinger. Łącznie 13 razy stawała na podium, odnosząc przy tym sześć zwycięstw: 18 marca 1995 roku w Bormio była najlepsza w gigancie, a 23 lutego 1999 roku w Åre, 20 listopada 1999 roku w Copper Mountain, 9 stycznia 2000 roku w Berchtesgaden, 12 lutego 2000 roku w Santa Caterina i 20 lutego 2000 roku w Åre zwyciężała w slalomach. W sezonie 1999/2000 zdobyła Małą Kryształową Kulę w klasyfikacji slalomu, a w sezonie 1994/1995 była trzecia w klasyfikacji giganta. W obu tych sezonach zajmowała siódme miejsce w klasyfikacji generalnej.
Wystartowała w supergigancie i gigancie na igrzyskach olimpijskich w Albertville w 1992 roku, jednak obu konkurencji nie ukończyła. Podczas igrzysk w Lillehammer w 1994 roku była między innymi jedenasta w slalomie i dwunasta w gigancie. Na rozgrywanych cztery lata później igrzyskach olimpijskich w Nagano startowała w obu tych konkurencjach, jednak żadnej nie ukończyła. Brała także udział w igrzyskach w Salt Lake City w 2002 roku, zajmując dwudzieste miejsce w gigancie i slalomie. Była też między innymi szósta w gigancie i siódma w supergigancie na mistrzostwach świata w Morioce w 1993 roku.

## Osiągnięcia

### Igrzyska olimpijskie
| Miejsce | Dzień     | Rok  | Miejscowość    | Konkurencja | Czas biegu | Strata | Zwyciężczyni       |
| ------- | --------- | ---- | -------------- | ----------- | ---------- | ------ | ------------------ |
| DNF     | 18 lutego | 1992 | Albertville    | Supergigant | 1:21,22    | -      | Deborah Compagnoni |
| DSQ1    | 19 lutego | 1992 | Albertville    | Gigant      | 2:12,74    | -      | Pernilla Wiberg    |
| DNF     | 15 lutego | 1994 | Lillehammer    | Supergigant | 1:22,15    | -      | Diann Roffe        |
| 23.     | 19 lutego | 1994 | Lillehammer    | Zjazd       | 1:35,93    | +2,57  | Katja Seizinger    |
| DNF     | 21 lutego | 1994 | Lillehammer    | Kombinacja  | 3:05,16    | -      | Pernilla Wiberg    |
| 12.     | 24 lutego | 1994 | Lillehammer    | Gigant      | 2:30,97    | +5,14  | Deborah Compagnoni |
| 11.     | 26 lutego | 1994 | Lillehammer    | Slalom      | 1:56,01    | +2,64  | Vreni Schneider    |
| DNF2    | 19 lutego | 1998 | Nagano         | Slalom      | 1:32,40    | -      | Hilde Gerg         |
| DNF1    | 20 lutego | 1998 | Nagano         | Gigant      | 2:50,59    | -      | Deborah Compagnoni |
| 20.     | 20 lutego | 2002 | Salt Lake City | Slalom      | 1:46,10    | +7,99  | Janica Kostelić    |
| 20.     | 22 lutego | 2002 | Salt Lake City | Gigant      | 2:30,01    | +5,55  | Janica Kostelić    |

### Mistrzostwa świata
| Miejsce | Dzień     | Rok  | Miejscowość  | Konkurencja | Czas biegu | Strata | Zwyciężczyni          |
| ------- | --------- | ---- | ------------ | ----------- | ---------- | ------ | --------------------- |
| 22.     | 9 lutego  | 1993 | Morioka      | Slalom      | 1:27,66    | +4,45  | Karin Buder           |
| 6.      | 10 lutego | 1993 | Morioka      | Gigant      | 2:17,59    | +1,62  | Carole Merle          |
| 7.      | 14 lutego | 1993 | Morioka      | Supergigant | 1:33,52    | +1,22  | Katja Seizinger       |
| 12.     | 5 lutego  | 1997 | Sestriere    | Slalom      | 1:43,88    | +3,82  | Deborah Compagnoni    |
| 11.     | 9 lutego  | 1997 | Sestriere    | Gigant      | 2:39,19    | +2,85  | Deborah Compagnoni    |
| 8.      | 11 lutego | 1999 | Vail         | Gigant      | 2:08,54    | +1,44  | Alexandra Meissnitzer |
| DNF2    | 13 lutego | 1999 | Vail         | Slalom      | 1:33,97    | -      | Zali Steggall         |
| DNF1    | 7 lutego  | 2001 | St. Anton    | Slalom      | 1:32,95    | -      | Anja Pärson           |
| DSQ1    | 9 lutego  | 2001 | St. Anton    | Gigant      | 2:19,01    | -      | Sonja Nef             |
| DNF2    | 15 lutego | 2003 | Sankt Moritz | Slalom      | 1:39,55    | -      | Janica Kostelić       |

### Mistrzostwa świata juniorów
| Miejsce | Dzień       | Rok  | Miejscowość | Konkurencja | Czas biegu | Strata | Zwyciężczyni    |
| ------- | ----------- | ---- | ----------- | ----------- | ---------- | ------ | --------------- |
| 9.      | 11 kwietnia | 1991 | Geilo       | Zjazd       | 1:08,87    | +0,96  | Céline Dätwyler |
| 16.     | 14 kwietnia | 1991 | Geilo       | Slalom      | 1:20,21    | +4,70  | Urška Hrovat    |
| 17.     | 25 lutego   | 1992 | Maribor     | Zjazd       | 1:21,68    | +1,56  | Céline Dätwyler |
| 6.      | 26 lutego   | 1992 | Maribor     | Supergigant | 1:20,66    | +1,30  | Regina Häusl    |
| 2.      | 27 lutego   | 1992 | Maribor     | Gigant      | 1:56,37    | +0,23  | Regina Häusl    |
| 11.     | 29 lutego   | 1992 | Maribor     | Slalom      | 1:17,03    | +1,87  | Urška Hrovat    |
| 3.      | 29 lutego   | 1992 | Maribor     | Kombinacja  | ?          | ?      | Erika Hansson   |

### Puchar Świata

#### Miejsca w klasyfikacji generalnej
- sezon 1991/1992: 99.
- sezon 1992/1993: 55.
- sezon 1993/1994: 15.
- sezon 1994/1995: 7.
- sezon 1996/1997: 48.
- sezon 1997/1998: 19.
- sezon 1998/1999: 19.
- sezon 1999/2000: 7.
- sezon 2000/2001: 36.
- sezon 2001/2002: 49.
- sezon 2002/2003: 65.

#### Miejsca na podium
1. Flachau – 10 stycznia 1995 (supergigant) – 3. miejsce
2. Cortina d’Ampezzo – 24 stycznia 1995 (gigant) – 3. miejsce
3. Maribor – 25 lutego 1995 (gigant) – 2. miejsce
4. Bormio – 18 marca 1995 (gigant) – 1. miejsce
5. Bormio – 5 stycznia 1998 (slalom) – 3. miejsce
6. Bormio – 11 stycznia 1998 (slalom) – 3. miejsce
7. Åre – 23 lutego 1999 (slalom) – 1. miejsce
8. Copper Mountain – 20 listopada 1999 (slalom) – 1. miejsce
9. Maribor – 6 stycznia 2000 (slalom) – 2. miejsce
10. Berchtesgaden – 9 stycznia 2000 (slalom) – 1. miejsce
11. Santa Caterina – 12 lutego 2000 (slalom) – 1. miejsce
12. Åre – 20 lutego 2000 (slalom) – 1. miejsce
13. Sestriere – 10 marca 2000 (slalom) – 3. miejsce